# 乌斯季-奥尔登斯基布里亚特自治区
乌斯季-奥尔登斯基布里亚特自治区（羅馬化：Ust-Ordynsky Buryatsky avtonomny okrug），是俄羅斯聯邦主體中一個已不存在的自治區，屬伊爾庫茨克州管轄。面積22,138.1平方公里，人口135,327（2002年，當中俄羅斯人佔54.4%，布里亞特人佔39.6%）。首府乌斯季奥尔登斯基。
根據2006年4月16日進行的公民投票，乌斯季-奥尔登斯基布里亚特自治区與伊爾庫茨克州合併，於2008年1月1日生效，降格為伊爾庫茨克州下屬的乌斯季-奥尔登斯基布里亚特区。